# Kuznecov NK-12
Kuznecov NK-12 je sovjetski turbopropelerski motor iz 1950-ih,dizajniran OKB Kuznecov. Poganjata ga dva 4-kraka kontrarotirajoča propelerja s premerom 5,6 m ( NK-12MA) oziroma (6,2 m (pri NK-12MV). Konice propelerjev se gibljejo z nadzvočno hitrostjo, zato je zelo glasen. Velja za najmočnejši turbopropelerski motor na svetu.

## Zgodovina
NK-12 v Sovjetski zvezi so dizajnirali po drugi svetovni vojni s pomočjo ugrabljenih nemških inženirjev, ki so prej delali pri Junkersu. Dizajn je baziran na Junkers Jumo 022, 6000 konjskem motorju z maso 3000 kilogramov. Potem so leta 1947 razvili 5000 konjski motor s težo 1700 kilogramov. Nadaljnji razvoj TV-12 (12.000 KM)  je zahteval uporabo novih zlitin. 
NK-12M je razvil 8.948 kW (12.000 KM), NK-12MV pa 11.033 kW (14.795 KM) in 11.185 kW (15.000 KM) pri NK-12MA. Tok zraka je 65 kg/s. Tlačno razmerje 9:1 do 13:1, odvisno od višine.  Zgorevalna komora je tipa (ang. cannular). Propelerje poganjska 5-stopenjska turbina

## Tehnične specifikacije
- Tip: Turbopropelerski motor
- Dolžina: 4,8m
- Premer: 1,2m
- Masa: 2.900kg (6393 lbs), za NK-12MV
- Kompresor: aksialni, 14 stopenjski
- Turbina: 5 stopenjska
- Največja moč: 11.033 kW (14.795 KM), za NK-12MV
- Tlačno razmerja: 9,5
- Temperatura na vstopu v turbino: 1250K
- Specifična poraba goriva: 0,360 lb/KM-hr, 0,219 kg/kW-hr
- Razmerje moč/teža: 3,7 kW/kg (2,3 hp/lb),za  NK-12MV

## Uporaba
- A-90 Orljonok Ekranoplan
- Desantno plovilo razreda Zubr
- Antonov An-22 Strateško transportno letalo
- Tupoljev Tu-95 Strateški bombnik
- Tupoljev Tu-142 Letalo za patruliranje morja
- Tupoljev Tu-114 Najhitrejše propelersko potniško letalo

## Podobni motorji
- Progress D-27 PropFan
- Europrop TP400
- Propfan
- Scimitar propeler
- Kontrarotirajoča propelerja
- Letalski vijak